# Implante dental análoga a la raíz
Un implante dental anatómico radicular (RAI) - también conocido como implante dental verdaderamente anatómico, o implante anatómico/personalizado - es un dispositivo médico para sustituir una o más raíces de un solo diente inmediatamente después de la extracción. A diferencia de los implantes dentales comunes de tipo tornillo de titanio, estos implantes se fabrican a medida para adaptarse exactamente a la cavidad de extracción del paciente concreto. Por lo tanto, no suele ser necesaria una intervención quirúrgica.
Dado que el implante dental análogo a la raíz coincide con el hueco del diente (alvéolo dental), sólo puede colocarse junto con la extracción del diente. Si el diente ya se ha perdido y los tejidos blandos y duros ya están curados, ya no se puede colocar un RAI.
El principio básico de los implantes endóseos es un proceso biológico descrito como osteointegración, en el que materiales como el titanio o la cerámica forman una unión íntima con el hueso. No existen diferencias particulares entre la osteointegración de un implante análogo a la raíz y un implante convencional de tipo tornillo.

## Desventajas de los implantes convencionales

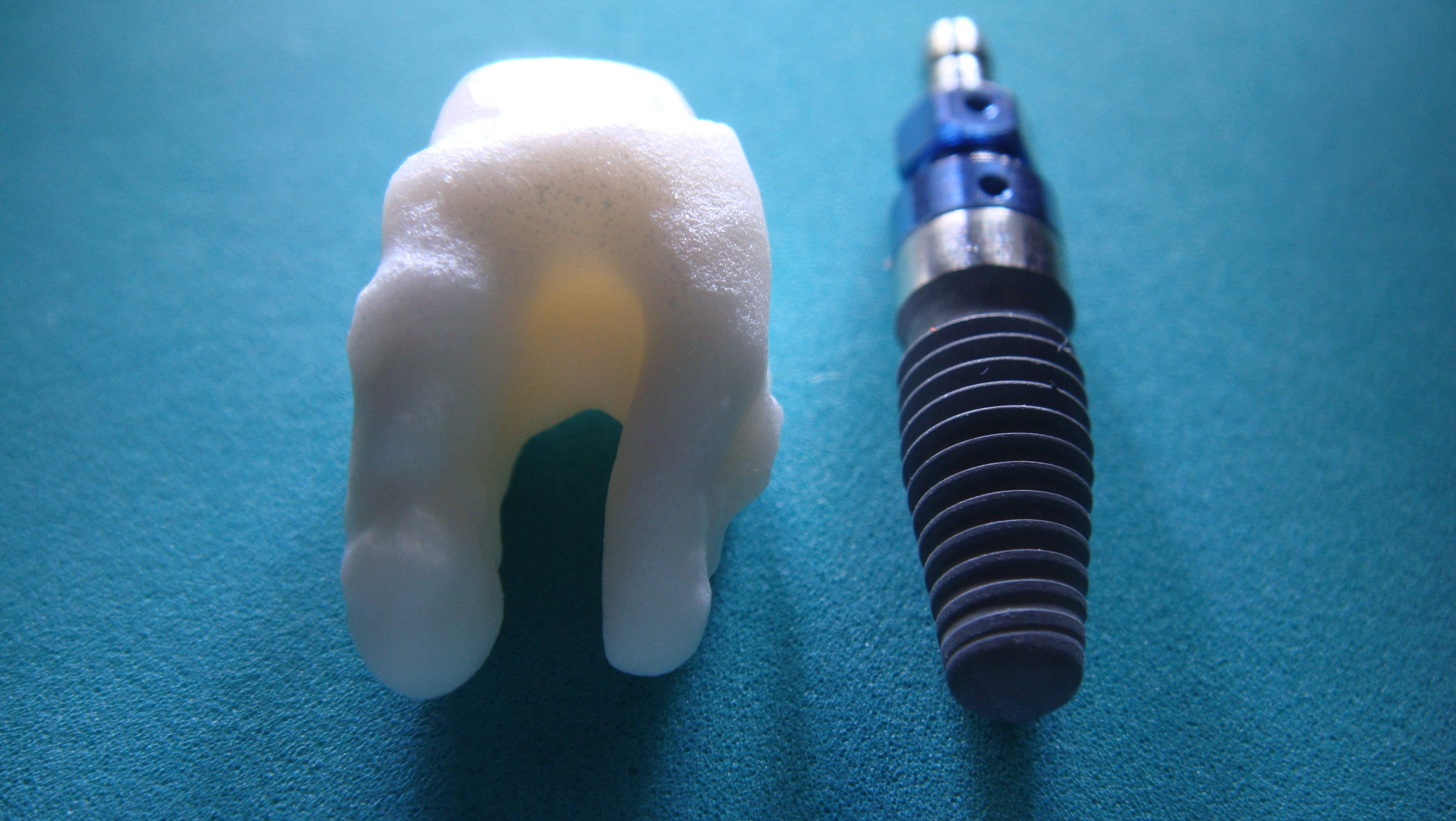
Implante dental de cerámica análoga a la raíz en comparación con el implante de titanio tipo tornillo

A medida que la tecnología ha mejorado, también lo ha hecho la tasa de éxito de los implantes. Sin embargo, esto no resuelve un problema fundamental de la tecnología de implantes convencional: hay que modificar al paciente para que se adapte al implante de tornillo o cilindro, y no al revés.
Los tornillos de titanio son propensos a la periimplantitis y a la acumulación de placa, lo que conduce a nuevas intervenciones. El color gris del titanio tiende a mostrarse a través de las encías y, en caso de recesión gingival y ósea, el resultado estético suele ser muy imprevisible.

## Implantes análogos a la raíz

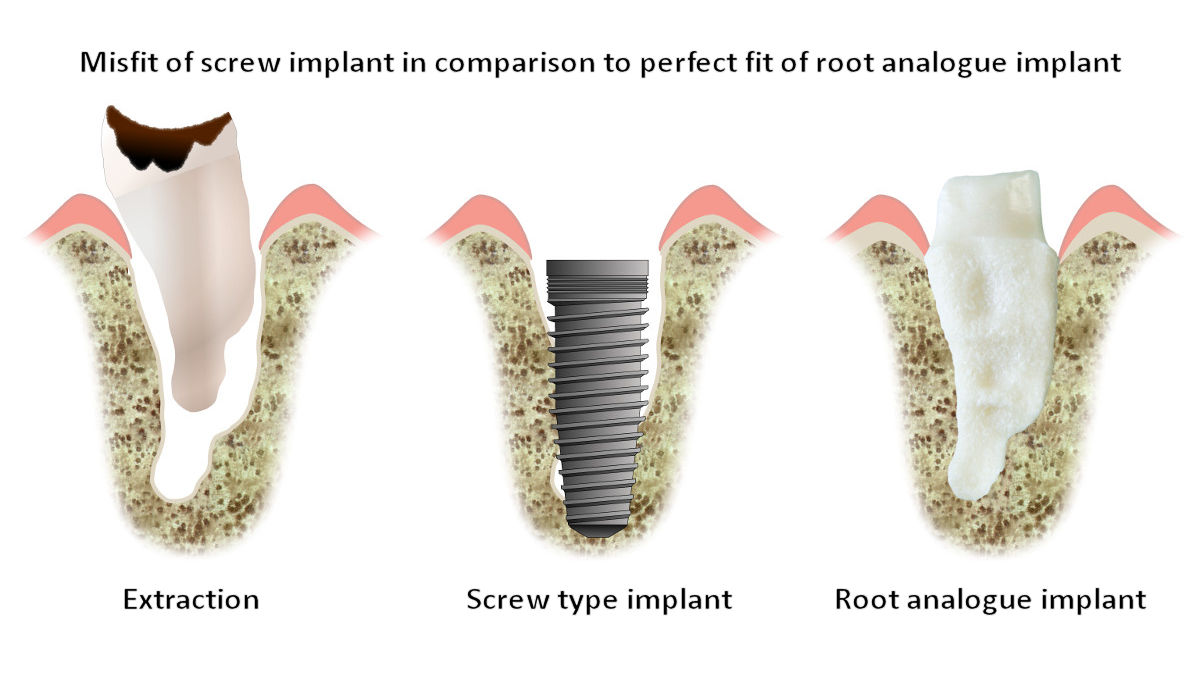
Ilustración que muestra la comparación del implante tipo tornillo con el implante análogo a la raíz

Los RAI se fabrican a medida para que se adapten perfectamente a la cavidad dental de un paciente concreto inmediatamente después de la extracción del diente. Por lo tanto, cada implante es único. Como forma de raíz optimizada, es mucho más que una simple réplica 1:1 de un diente. Dado que rellena exactamente el hueco que queda tras la extracción del diente, rara vez se necesita una intervención quirúrgica. El implante puede fabricarse a partir de una copia del diente extraído, de una impresión de la cavidad dental o de un escáner CT o CBCT. La ventaja de un escáner CBCT es que el implante puede fabricarse antes de la extracción. Con los métodos anteriores, se tarda uno o dos días en fabricar un implante.
Un implante análogo a la raíz puede fabricarse con dióxido de zirconio (zirconia) o con titanio. El zirconio es el material preferido, porque tiene un color más estético, sin decoloración gris visible a través de las encías. El dióxido de zirconio está dopado con pequeñas cantidades de itria, lo que da lugar a un material con propiedades térmicas, mecánicas y eléctricas superiores y una mayor resistencia a la fractura, ideal para los implantes quirúrgicos. El circonio no contiene metales y es biocompatible.
Una técnica alternativa utiliza una raíz de titanio fusionada a un pilar de zirconio mediante un proceso de sinterización que elimina cualquier posible microespacio (que podría causar periimplantitis, lo que provocaría una pérdida de hueso alrededor del implante).
En el pasado se han intentado realizar verdaderos implantes dentales "análogos a la raíz" o "anatómicos". Esos primeros intentos fracasaron debido al insuficiente conocimiento de la curación del hueso cortical y esponjoso, el método, el material, el utillaje y la tecnología. El principio de la osteointegración diferenciada, junto con el material y la tecnología adecuados, ha permitido el primer éxito en este campo.

## Osteointegración diferenciada
La osteointegración diferenciada describe el equilibrio guiado de la distancia, el contacto y la compresión entre el hueso y el implante, teniendo en cuenta el hueso esponjoso o cortical, para lograr una osteointegración segura de los implantes dentales anatómicos individuales.
El diseño de la superficie del implante es crucial para integrar los tres posibles escenarios de contacto primario hueso-implante:
- Contacto en la zona de la réplica radicular exacta, para un inicio inmediato de la osteointegración primaria sin traumatismo óseo;
- Distancia en las delgadas placas corticales bucales y linguales, para evitar con seguridad la fractura y la reabsorción por presión de este hueso sensible;
- Compresión con macro-retenciones sólo en las zonas de hueso esponjoso para mantener una estabilidad primaria segura durante toda la fase de osteointegración.

La combinación de todos estos factores es la condición más importante para la osteointegración de los implantes dentales con forma anatómica.

## Técnica

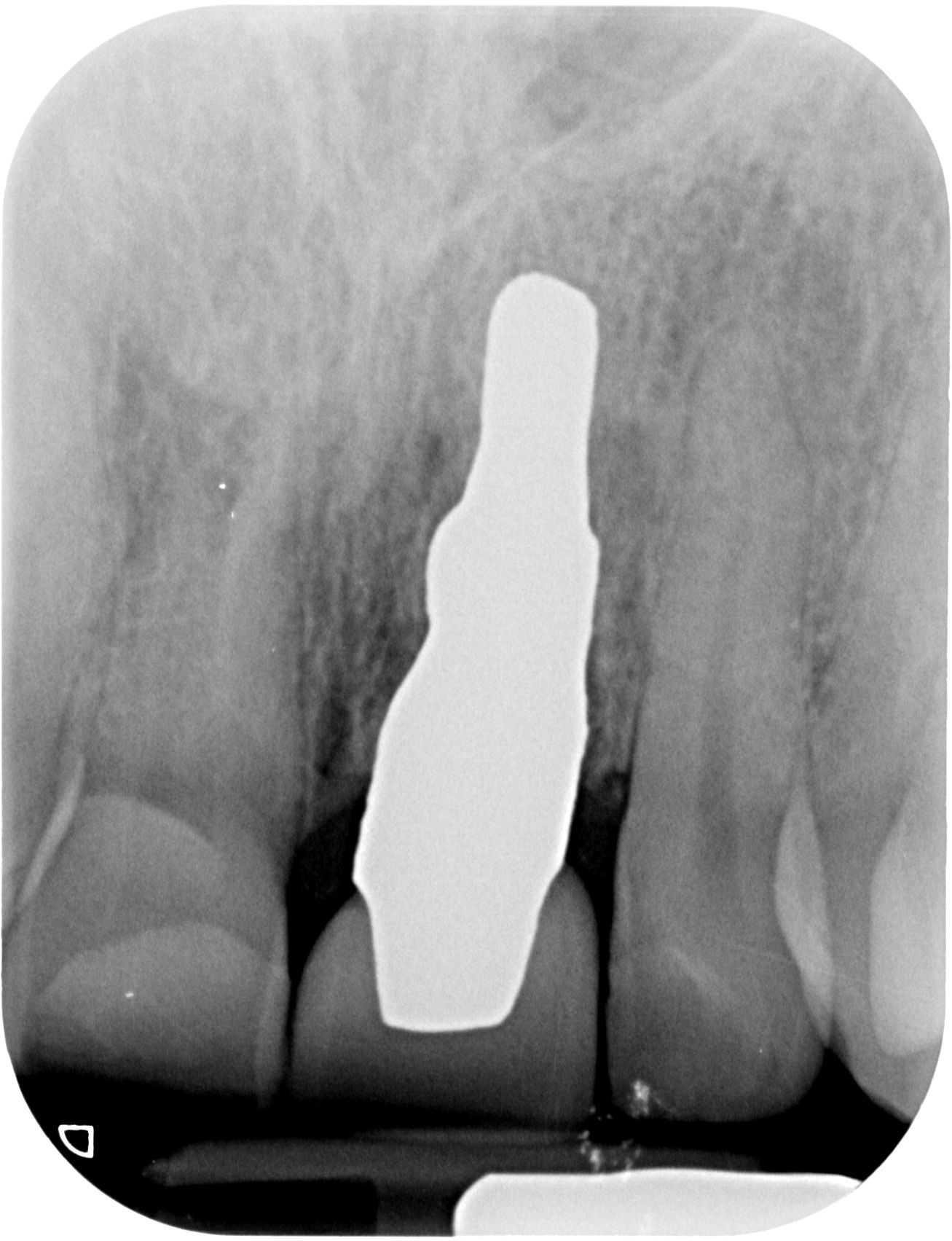
Radiografía del implante dental análogo a la raíz correspondiente al vídeo quirúrgico anterior

El tratamiento consta de tres pasos:
- Obtener la forma 3D del diente a sustituir. Esto se hace mediante la extracción cuidadosa del diente y el escaneo de la raíz, la toma de una impresión del hueco del diente o un escaneo CBCT preoperatorio. El implante análogo a la raíz se fabrica mediante la moderna tecnología CAD/CAM, basada en el principio de osteointegración diferenciada;
- Extracción atraumática del diente malo;
- Colocación del implante mediante un golpeteo. En general, no es necesaria ninguna intervención quirúrgica. En particular, no es necesaria ninguna elevación de seno o cirugía invasiva. El implante se coloca inmediatamente si se ha elaborado previamente a partir de un escáner CBCT, o al día siguiente si hay que escanear la raíz o se utiliza una impresión del alveolo. Se coloca una férula protectora para proteger el implante durante el periodo de cicatrización.

El tiempo de recuperación es muy rápido, ya que no se traumatizan los tejidos blandos ni los duros. Normalmente, incluso el día después de la colocación del implante no hay hinchazón, hematomas ni dolor. Tras un periodo de cicatrización de 8 a 12 semanas, el dentista de cabecera puede colocar la corona definitiva.

## Ventajas
Algunas de las ventajas del procedimiento se listan a continuacóin:
- Puede ser colocado por cualquier dentista de cabecera, sin necesidad de conocimientos quirúrgicos específicos; no existen directrices además de las indicaciones y contraindicaciones. El implante se coloca con herramientas sencillas, normalmente en menos de un minuto.
- Forma natural: un implante anatómico fresado a medida reproduce la forma natural de un diente, por lo que simplemente encaja en la cavidad dental. Al igual que el diente original, un implante anatómico radicular puede tener formas uni o multirradiculares.
- Estética: un RAI de cerámica se asemeja mucho al color de un diente natural. Por tanto, no hay decoloración a través de las encías, como suele ocurrir con los implantes de titanio.
- No es necesario perforar ni operar, ni aumentar el hueso. El paciente nunca necesita una elevación de seno. No hay pérdida de hueso adicional, a diferencia de un implante convencional en el que hay que perforar el hueso. No se necesitan antibióticos.
- Riesgo extremadamente bajo de periimplantitis: un implante convencional tiene una rosca de tornillo que es propensa a la periimplantitis si se expone al entorno bucal. Un RAI no tiene ninguno de estos problemas. Asimismo, al tratarse de un implante de una sola pieza, no existen huecos que puedan infectarse.
- Inmediato: un RAI se coloca en el alveolo dental inmediatamente o al día siguiente de la extracción del diente. Es imposible dañar las raíces vecinas, los nervios o los senos paranasales.
- Ampliamente aplicable: Los RAI pueden utilizarse en aproximadamente el 30% de los casos, frente al 5% de los implantes convencionales. La tecnología está completamente abierta a todos los métodos habituales de reconstrucción de coronas.
- Las consecuencias en caso de fracaso del implante son mínimas: la anatomía del paciente no se ha alterado (el alveolo del diente no ha cambiado), por lo que sigue existiendo la opción de cambiar a un tratamiento convencional.

## Riesgos y complicaciones
Las alteraciones de la forma de la RAI, teniendo en cuenta la patología del paciente, sólo pueden ser realizadas por un profesional con los conocimientos, la experiencia y las habilidades necesarias. Una tasa de fracasos del 10% parece elevada debido a las amplias indicaciones de esta solución de implante; casi todos los fracasos se producen en las primeras 4 semanas. Después de este periodo, es raro que falle un implante.

## Historia
El primer implante dental conocido, descubierto en Honduras y que data del año 600 d. C., es el de una mujer maya a la que se le implantaron varios incisivos tallados en conchas marinas. Al menos uno de estos implantes se había osteointegrado.
En tiempos modernos, Hodosh y sus colegas informaron de un implante de réplica de diente en babuinos ya en 1969, pero el análogo de diente de polimetacrilato estaba encapsulado por tejido blando en lugar de osteointegrado.
En 1992, Lundgren y sus colegas utilizaron implantes de titanio análogos a la raíz en un modelo experimental de colocación inmediata de implantes en perros, con una integración ósea en el 88% de los casos. Se consideró que un buen ajuste entre el implante y el hueso era un factor importante para el éxito del implante.
Por este motivo, Kohal et al. perfeccionaron en 1997 el enfoque de los implantes de titanio análogos a la raíz en monos, utilizando implantes ligeramente más grandes para compensar la pérdida del ligamento periodontal. Esto proporcionó un mejor ajuste entre el implante y el alveolo de extracción. En varios casos, la inserción del implante provocó fracturas en la fina pared bucal del hueso alveolar.
Un estudio clínico posterior realizado en humanos en 2002 con implantes de titanio idénticos a la raíz mostró una excelente estabilidad primaria, pero, decepcionantemente, casi la mitad de los implantes fallaron después de 9 meses. Este sistema de implantes en particular no se recomendó para su uso clínico, y los ensayos clínicos se interrumpieron.
Un nuevo intento fue realizado por Pirker et al 2004 en un ensayo en humanos con implantes de zirconio análogo a la raíz, pero esta vez aplicando osteointegración diferenciada en la superficie. En 2011 informó del 90% de éxito con este método en un ensayo en humanos de 2,5 años.
Mangano et al, en Italia, informaron en 2012 del uso clínico con éxito de un implante análogo a la raíz hecho a medida mediante formación directa de metal por láser (DLMF) a partir de un escáner CBCT. Esto demostró que es posible combinar los datos 3D de la CBCT y la tecnología CAD/CAM para fabricar implantes análogos a la raíz con suficiente precisión.
En 2012, Moin et al, en los Países Bajos, investigaron la precisión de la tecnología CBCT y CAD/CAM en implantes análogos a la raíz individuales, y concluyeron que esta técnica podría proporcionar potencialmente implantes dentales precisos para su colocación inmediata.
Pour et al en Alemania informaron de una sustitución de un solo diente con un implante híbrido raíz-análogo en 2017, utilizando un implante de titanio fusionado con una cubierta de cerámica en la zona estética.

## Investigación actual y éxito comercial
Los RAI de éxito son una tecnología relativamente joven. A diferencia de los implantes geométricos convencionales, sólo unos pocos grupos científicos han realizado trabajos en este campo desde 1964. Se están realizando esfuerzos para combinar los escaneos CBCT con la tecnología CAD/CAM, lo que llevaría a nuevos avances en este campo.
En la implantología existe una creciente preocupación por la estética, la biocompatibilidad y el comportamiento corrosivo de los materiales. Aunque los implantes de zirconia análogos a la raíz hechos a medida ofrecen ventajas significativas con respecto a los implantes de titanio convencionales, y los estudios de seguimiento con pacientes muestran altas tasas de éxito y resultados estéticos satisfactorios, se necesitan más estudios para evaluar las interacciones entre la superficie y el hueso y el comportamiento mecánico de la zirconia.
Se han comercializado varios sistemas de implantes dentales análogos a la raíz, con distintos grados de éxito. Sin embargo, hasta ahora ningún sistema de implante dental análogo a la raíz ha recibido la aprobación reglamentaria.